# Église Saint-Pierre de Chennevières-sur-Marne
Pour les articles homonymes, voir Église Saint-Pierre.
L’église Saint-Pierre est une église catholique située 55 rue du Général-de-Gaulle à Chennevières-sur-Marne dans le département français du Val-de-Marne.

## Historique
Avant 1163, l'abbaye Sainte-Geneviève avait des biens au village de Chennevières.
L'église Saint-Pierre semble avoir été donnée entre 1164 et 1196 par l'évêque de Paris, Maurice de Sully, aux chanoines réguliers de Saint Victor de l'abbaye du Mont-Étif qui a été fondée par Maurice de Sully d'après une bulle de Clément III. Les religieux de cette abbaye ont été transférés à l'abbaye Notre-Dame d'Hyverneaux de Lésigny (Essonne) au début du règne de Louis IX.
C’est une église prieurale au XIVe siècle. Pour Marc Thibout, la construction de l’édifice date du 2e tiers du XIIIe siècle. Des fosses liées à cette construction auraient été mises au jour lors d'un diagnostic archéologique réalisé au niveau du chevet en 2012-2013. L'église Saint-Pierre a été élevée en paroisse en 1260. L'abbé d'Hivernaux nommait à la cure de l'église Saint-Pierre de Chennevières.
En 1738, des réparations urgentes doivent être faites dans la nef et le clocher mais elles ne sont toujours pas faites en 1754. La voûte gothique s'est effondrée après cette date, entraînant la chute des parties hautes de la nef. La nef de l'église avait été construite avec un triforium à claire-voie donnant une hauteur supplémentaire de 7 mètres à la nef. En 1790, le clocher est endommagé par un incendie.
Un dessin de l'architecte Garrez, daté de 1852, montre l'église de Chennevières sans la façade occidentale actuelle. Celle-ci a été reconstruite par l'architecte Demanet.
Elle est partiellement classée monument historique depuis 1920.

## Description
C’est une église de tradition dite champenoise constituée d’une nef sans transept prolongée d’un chœur en hémicycle à trois absides en biais. Le diagnostic réalisé en 2012-2013 a révélé des fondations peu profondes et la présence de sépultures sur trois niveaux depuis le XIVe siècle jusqu’au début du XIXe siècle. Les vitraux sont typiques de la fin du XIXe siècle.

## Illustrations

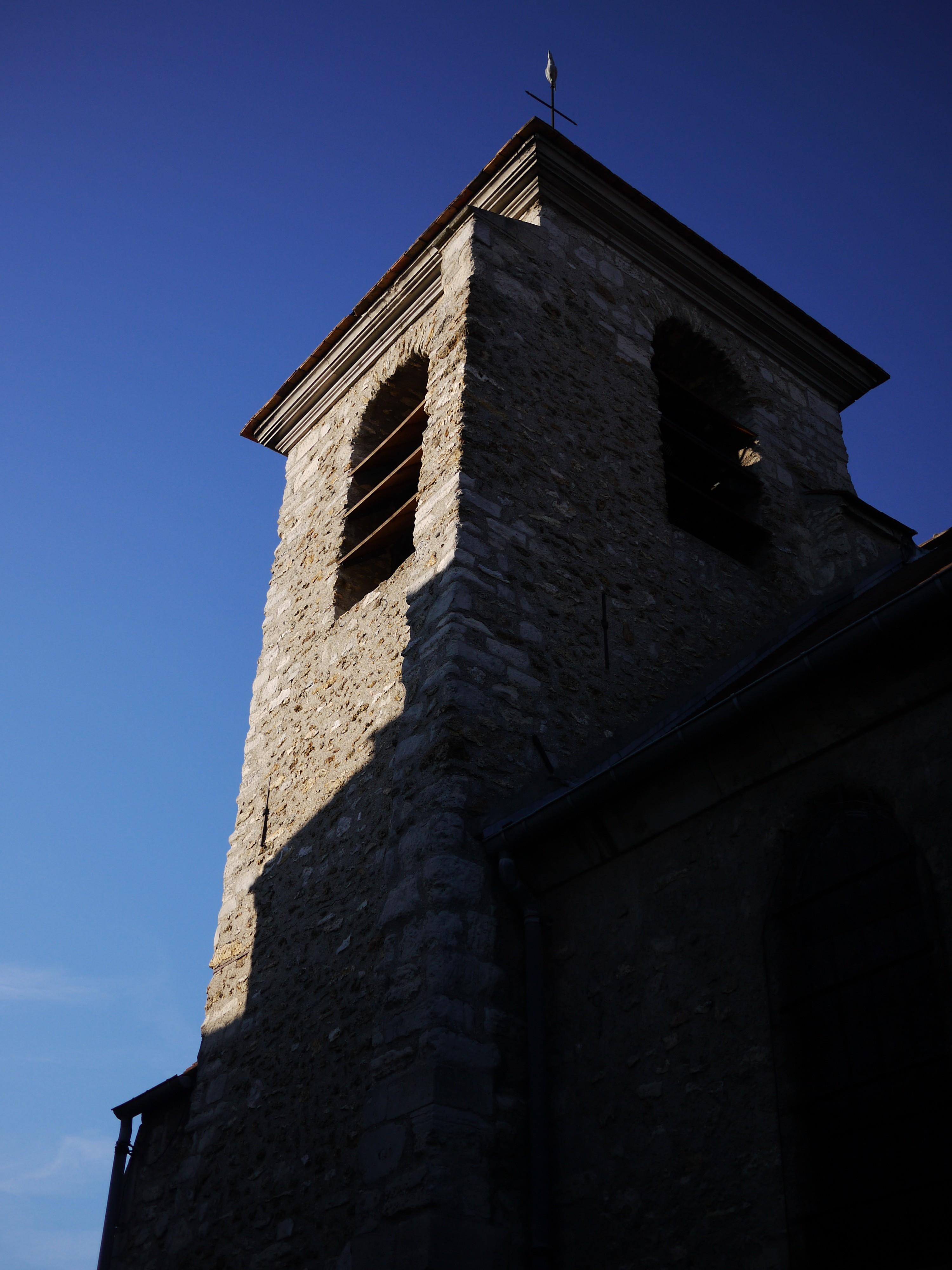
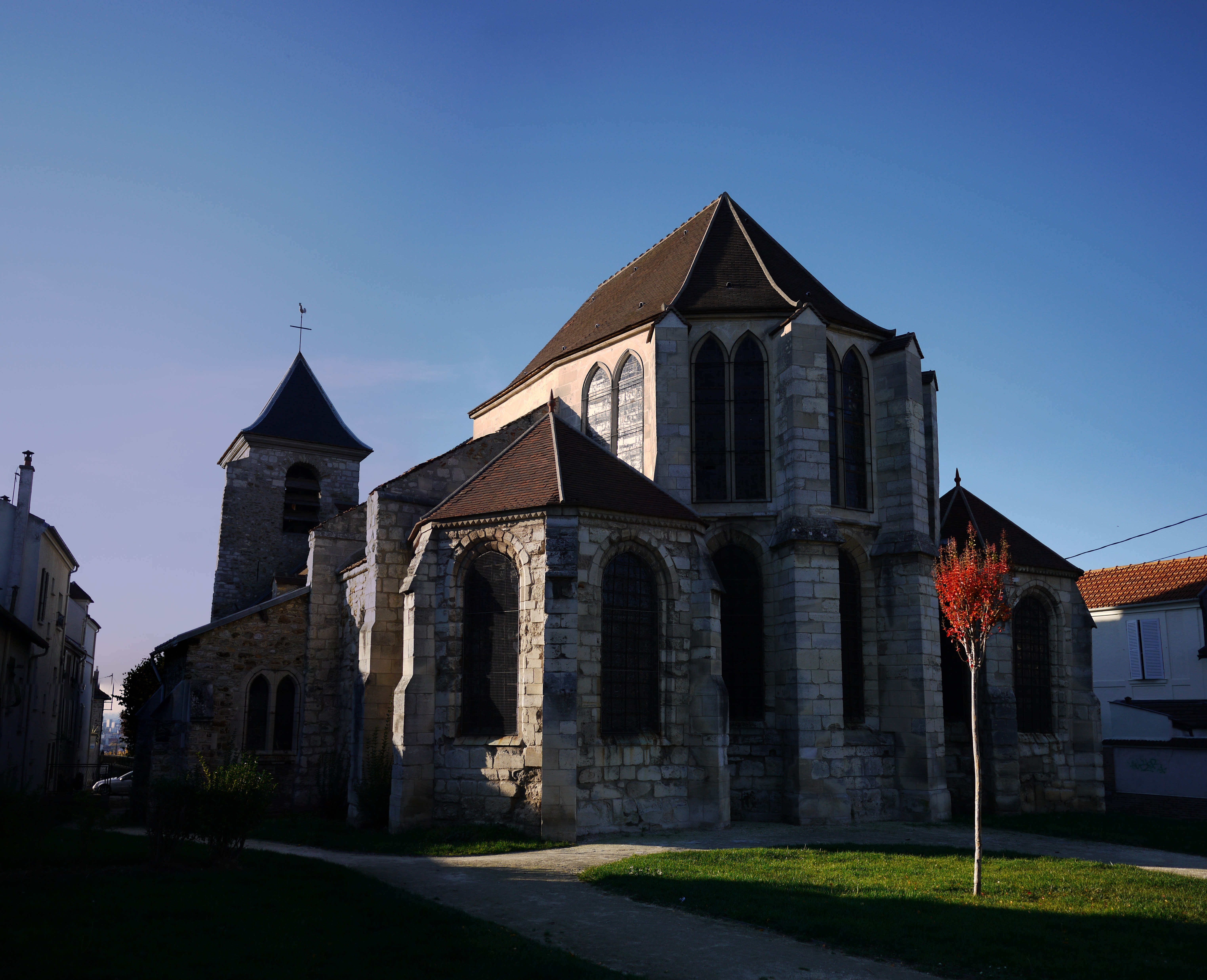
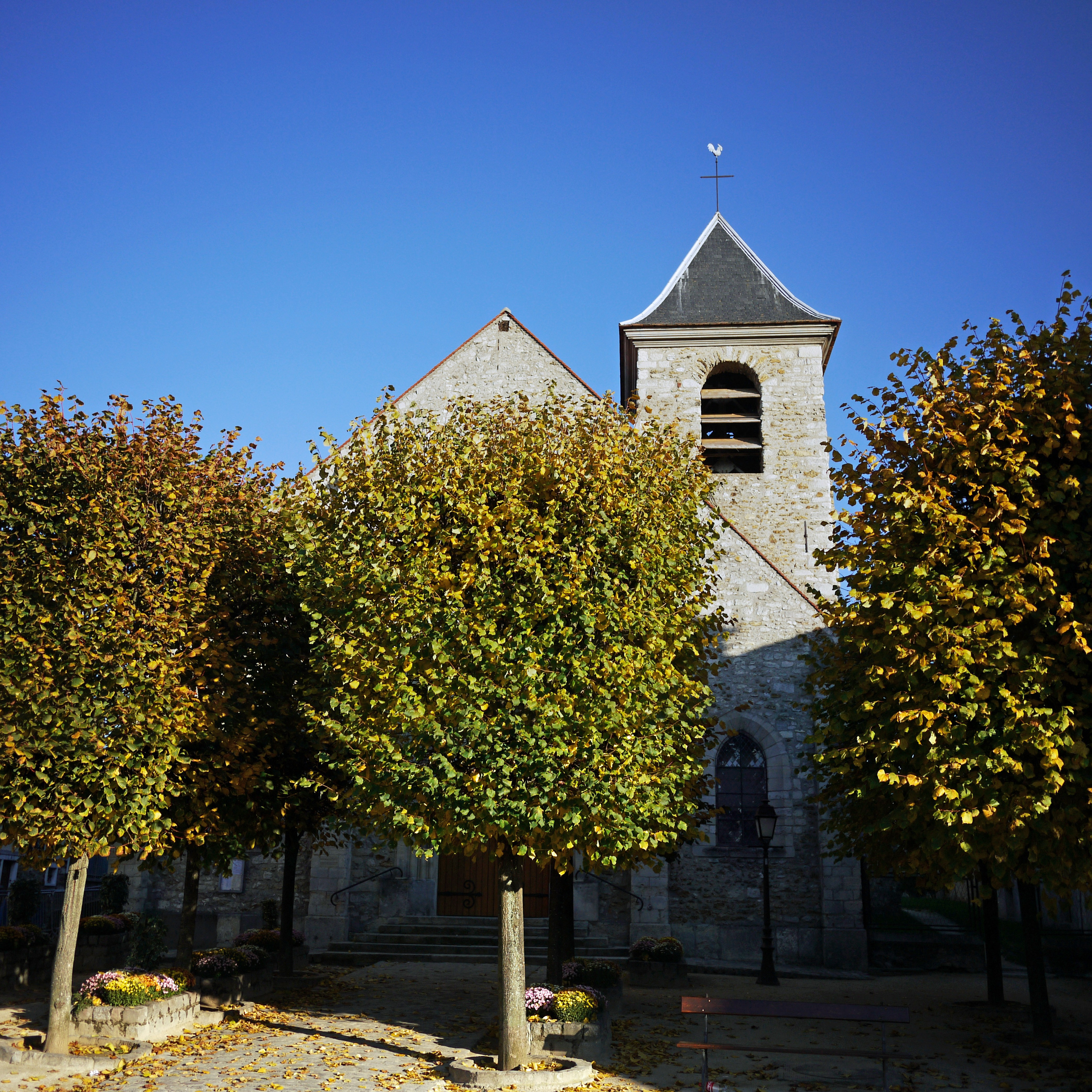